# RDA (Resource description and access)

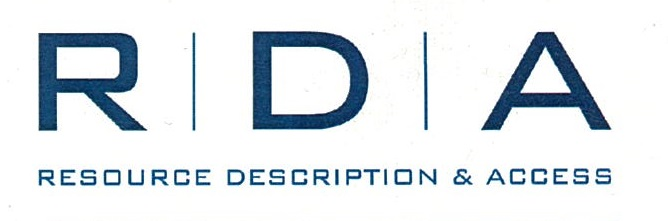
Logotip de la norma RDA.

RDA, Resource description and access, més coneguda com a RDA és la normativa de catalogació que es va donar a conèixer el juny de 2010, que proporciona instruccions i directrius sobre la formulació de les dades bibliogràfiques. Previst per a l'ús de les biblioteques i organitzacions culturals afins, com museus i arxius, RDA ha anat substituint les Regles angloamericanes de catalogació 2a edició (AACR2), l'estàndard vigent per a les biblioteques anglosaxones des de 1978.
La Biblioteca de Catalunya tradueix RDA Resource description and access com a RDA Recursos, descripció i accés. per a mantenir l'acrònim. En realitat, la traducció més correcta fóra: Descripció i accés als recursos, que explica l'objectiu de la normativa, la descripció del recurs documentals per a facilitar-ne la recuperació.

## Antecedents
La RDA sorgeix de la Conferència Internacional sobre Principis i Desenvolupament Futur de les AACR que va tenir lloc a Toronto el 1997. On es va fer palès que era necessari una revisió substancial de les AACR2, creant una nova norma, en comptes de fer els canvis per obtenir les AACR3.
La RDA es publica conjuntament per l'American Library Association, la Canadian Library Association i el Chartered Institute of Library and Information Professionals (CILIP) del Regne Unit. Les instruccions i pautes de la RDA estan disponibles al RDA toolkit, en un lloc web de subscripció. En format imprès van aparèixer en la primera edició, però les actualitzacions i revisions només es fan en el lloc web, com també les noves edicions de traduccions a altres llengües. El manteniment de la RDA és responsabilitat del Joint Steering Committee for the Development of RDA (JSC). El JSC està format per representants de les entitats que la publiquen, i també l'Australian Committee on Cataloguing, la Biblioteca Britànica, el Canadian Committee on Cataloguing, la Biblioteca Nacional d'Alemanya i la Biblioteca del Congrés.

## Característiques
La diferència principal entre RDA i AACR és d'estructura. La RDA s'organitza sobre la base dels Model de referència per a biblioteques (Library reference model, que actualitza els Requeriments funcionals dels registres bibliogràfics (FRBR)). Aquests principis haurien de fer possible que un catàleg de biblioteca fos completament entenedor per l'usuari i estableix una jerarquia de relacions entre les dades bibliogràfiques. Les descripcions produïdes utilitzant les instruccions de la RDA estan destinades a ser compatibles amb qualsevol esquema de codificació, incloent els entorns de dades utilitzats pels registres ja existents creats amb les regles AACR2.

## Inicis
La Biblioteca del Congrés va anunciar, al març de 2012, que aplicaria plenament RDA catalogació a finals de març de 2013. La Library and Archives Canada aplica plenament la norma des del setembre de 2013. Altres biblioteques nacionals, incloent la Biblioteca Britànica, la Biblioteca Nacional d'Austràlia i la Biblioteca Nacional d'Alemanya van implantar RDA el 2013. A Catalunya, les biblioteques el comencen a aplicar, gradualment, el 2016.

### Oposició
Als Estats Units d'Amèrica, la comunitat catalogadora va expressar les seves reserves sobre el nou estàndard per l'aspecte econòmic, pel temps de crisi que es vivia. Michael Gorman (bibliotecari), un dels autors de l'AACR2, es va convertir en la cara visible d'aquesta oposició, al·legant que RDA està mal escrit i mal organitzat, i que abandona innecessàriament pràctiques de catalogació establertes. Per contra, altres van considerar que RDA estava massa arrelada a les pràctiques del passat i, per tant, no tenia una visió de futur. En resposta a aquestes preocupacions, les tres biblioteques nacionals nord-americanes (Biblioteca del Congrés, Biblioteca Nacional de Medicina i Biblioteca Nacional d'Agricultura varen organitzar una prova a nivell nacional de la nova norma.

### Resultats de la prova RDA alsEstats Units
El 13 de juny de 2011, la Biblioteca del Congrés, la Biblioteca Nacional d'Agricultura, i la Biblioteca Nacional de Medicina varen donar a conèixer els resultats de les seves proves. La prova va concloure que la RDA complia amb la majoria dels seus objectius. El Comitè Coordinador va admetre que calia un bon programa d'implementació de RDA, però recomana que ls tres biblioteques nacionals l'adoptin tot i les millores que queden pendents. La data més possible que es va donar per a la seva aplicació fou el gener de 2013. I a partir de l'anàlisi de les dades de la prova va quedar demostrat que si bé hi ha beneficis perceptibles amb la implementació de la RDA, també va quedar clar que calen canvis en les pràctiques de catalogació actuals, incloent el desenvolupament d'un successor del format MARC
Altres institucions van participar en la prova RDA. Moltes d'aquestes institucions van documentar els seus resultats en una edició especial de Cataloging & Classification Quarterly]

### Recepció internacional
RDA va ser desenvolupat per ser una norma internacional i està d'acord amb la "Declaració de principis internacionals de catalogació" publicats per l'IFLA el 2009. RDA també està en el marc establert d'estàndards de codificació. El sorgiment de l'European RDA Interest Group (EURIG) i l'adhesió de la Deutsche Nationalbibliothek com a membre de la Comissió Mixta Permanent denoten l'interès de la RDA més enllà de la comunitat bibliotecària de parla anglesa.

## Vocabularis RDA
El primer conjunt de Vocabularis RDA es va publicar en el Registre de metadades obert a l'agost de 2011. La creació i publicació de formes estables d'elements RDA i de vocabularis/conceptes controlats fa que les dades vinculades siguin accessibles per als constructors d'aplicacions RDA-creat. Alan Danskin, President del Comitè Directiu Conjunt en 2011, va assenyalar: "Els vocabularis RDA són un component fonamental de la RDA, faciliten una descripció coherent i obren els recursos bibliogràfics al món. La Comissió s'ha compromès a publicar i mantenir el contingut dels vocabularis RDA, sincronitzat amb el text de la RDA, per tal de donar suport al seu ús per la comunitat de descripció de recursos i pels desenvolupadors d'aplicacions de webs."

## Recursos d'aprenentatge
Diversos autors han assenyalat que Internet ha facilitat l'intercanvi de materials de formació RDA i informació amb altres institucions. No obstant això, aquesta participació és una mica complicada per qüestions de drets d'autor.
Catalogadors -principalment els professionals Adam Schiff i Robert Maxwell-i institucions -en particular la Universitat de Chicago, la Universitat Estatal de Carolina del Nord, i la Biblioteca del Congrés, han produït materials de capacitació en línia que han estat àmpliament utilitzats dins de la comunitat de catalogació.

### Blog RDA
El 2011 Salman Haider,un bibliotecari catalogador i expert en metadades, crea un blog sobre la norma. El blog és un intent de reunir la "informació, regles, referències, notícies i enllaços a Resource Description and Access, FRBR, FRAD, FRSAD, normes MARC, AACR2, BIBFRAME, i altres articles relacionats amb la situació actual i les tendències en la pràctica de catalogació de la biblioteca."
El blog té una col·lecció de missatges curts sobre les millors pautes LC-PCC. Hi ha una comunitat Google+ per RDA Catalogació amb més de 300 membres, que analitza els missatges del blog RDA.

## A Catalunya
L'any 2014 la Comissió de Assessora de Catalogació, que és l'òrgan consultiu de la Biblioteca de Catalunya en matèria de catalogació bibliogràfica, establí el calendari de transició a RDA. L'any 2014 es creà la Subcomissió Tècnica per al canvi a RDA, que té com a missió per al 2015 la difusió i planificació de tot el procés de canvi, i per al 2016 la implementació d'RDA en el sistema bibliotecari català de forma gradual i d'acord amb les necessitats de cada institució. El punt de partida és la traducció al català d'RDA per facilitar el canvi de normativa a tots els professionals. Amb aquesta traducció es continua la línia de traducció dels nous estàndards en què es basa RDA, els FRBR, els FRAD i la Declaració de principis internacionals de catalogació (ICP) publicats per la IFLA el 2009.
Les institucions que van iniciar el canvi a RDA el 2016 foren la Biblioteca de Catalunya i la Universitat de Barcelona.